# Bicorp
Bicorp, en castillan et officiellement (Bicorb en valencien), est une commune d'Espagne de la province de Valence dans la Communauté valencienne. Elle est située dans la comarque de la Canal de Navarrés et dans la zone à prédominance linguistique castillane.

## Géographie

Localisation de Bicorp
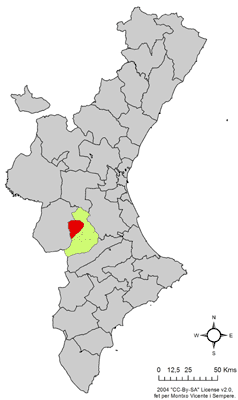
dans la Communauté valencienne.
dans la comarque de la Canal de Navarrés.

### Localités limitrophes
Le territoire municipal de Bicorp est voisin de celui des communes suivantes :
Ayora, Cortes de Pallás, Millares, Quesa et Teresa de Cofrentes, toutes situées dans la province de Valence.

## Démographie
| 1990 | 1992 | 1994 | 1996 | 1998 | 2000 | 2002 | 2004 | 2005 |
| ---- | ---- | ---- | ---- | ---- | ---- | ---- | ---- | ---- |
| 743  | 702  | 701  | 697  | 696  | 676  | 664  | 645  | 643  |

### Sources
- (es) Cet article est partiellement ou en totalité issu de l’article de Wikipédia en espagnol intitulé « Bicorp » (voir la liste des auteurs).